# Windows in the Jungle
Windows in the Jungle is een studioalbum van 10cc uit 1983.
Stewart gaf in een interview een toelichting: "We wilden een conceptalbum maken in de traditie van Pink Floyd en lange stukken schrijven zoals Une nuit à Paris en Feel the Benefit, maar we stonden onder druk om singles te leveren. Alhoewel het minder verkocht dan andere albums van ons, bleef het toch een kleine hit."
Wellicht kwam dat laatste nog door Nederland, waar het tien weken genoteerd stond in de albumlijst met een hoogste plaats nummer zes, te danken aan het succes van de twee singles Feel the Love en Food for Thought.
Tegelijkertijd moet geconstateerd worden dat in die periode de symfonische rock met zijn conceptalbums zich in een diep dal bevond. De muziekwereld was veranderd. Dat is niet te horen aan dit album met een afwisseling van lange tracks (24 Hours) en kortere. De muziek klinkt wat ongeïnspireerd. Mercury Records vond het bij de eerste compact disc-uitgave van 1986 (drie jaar na de langspeelplaat!) niet (meer) nodig verdere info te verschaffen dan musici en titels. Het album is opgenomen in de Strawberry Studio Noord te Stockport. Als laatste van de tweede versie van 10cc is Paul Burgess vertrokken; hij werd niet meer genoemd. Terug van weggeweest waren Stuart Tosh en Rick Fenn.
10cc kwam op non-actief te staan.

## Musici
- Eric Stewart – zang, gitaar, toetsinstrument, percussie
- Graham Gouldman – zang, basgitaar, slaggitaar, akoestische gitaar, percussie

met
- Steve Gadd, Simon Phillips – slagwerk
- Rick Fenn, zang, gitaar, akoestische gitaar
- Stuart Tosh – zang, percussie, marimba, slagwerk op Food for Thought
- Vic Emerson, Mike Timoni – toetsinstrumenten
- Mel Collins – saxofoon

## Tracklist
Allen van Stewart en Gouldman

| Nr. | Titel                       | Duur |
| --- | --------------------------- | ---- |
| 1.  | 24 Hours                    | 8:02 |
| 2.  | Feel the Love Oomachasaooma | 5:06 |
| 3.  | Yes I Am!                   | 6:00 |
| 4.  | Americana Panorama          | 3:43 |
| 5.  | City Lights                 | 3:31 |
| 6.  | Food for Thought            | 3:29 |
| 7.  | Working Girls               | 4:20 |
| 8.  | Taxi! Taxi!                 | 7:36 |

## Hitnotering

### NederlandseAlbum Top 100
| Hitnotering: 24-09-1983 t/m 26-11-1983 | Hitnotering: 24-09-1983 t/m 26-11-1983 | Hitnotering: 24-09-1983 t/m 26-11-1983 | Hitnotering: 24-09-1983 t/m 26-11-1983 | Hitnotering: 24-09-1983 t/m 26-11-1983 | Hitnotering: 24-09-1983 t/m 26-11-1983 | Hitnotering: 24-09-1983 t/m 26-11-1983 | Hitnotering: 24-09-1983 t/m 26-11-1983 | Hitnotering: 24-09-1983 t/m 26-11-1983 | Hitnotering: 24-09-1983 t/m 26-11-1983 | Hitnotering: 24-09-1983 t/m 26-11-1983 | Hitnotering: 24-09-1983 t/m 26-11-1983 |
| Week                                   | 01                                     | 02                                     | 03                                     | 04                                     | 05                                     | 06                                     | 07                                     | 08                                     | 09                                     | 10                                     |                                        |
| -------------------------------------- | -------------------------------------- | -------------------------------------- | -------------------------------------- | -------------------------------------- | -------------------------------------- | -------------------------------------- | -------------------------------------- | -------------------------------------- | -------------------------------------- | -------------------------------------- | -------------------------------------- |
| Nummer                                 | 28                                     | 14                                     | 6                                      | 6                                      | 6                                      | 8                                      | 11                                     | 17                                     | 24                                     | 34                                     | uit                                    |

Graham Gouldman · Eric Stewart · Kevin Godley · Lol Creme

Paul Burgess · Rick Fenn · Stuart Tosh · Duncan Mackay · Tony O'Malley